# 直接任意球
直接任意球是任意球的一種，踢球隊員可將球直接射入犯規隊球門得分。與間接任意球不同的是，踢球隊員可以直接射門而無須先令球先觸及另一位球員。
如果直接任意球直接踢入对方球门，判為進球。如果直接任意球踢入本方球门，判给对方踢角球。

## 判罰標準
當一名球員對另一名球員做出推，拉，拽，阻撓對方前進等粗野的動作，或者用手觸球，朝對方吐唾沫，且犯規發生在禁區之外時，判罰直接任意球，除非這一犯規是越位或者球出界。

## 過程
球在被踢出前必須放定。所有對方隊員必須距球至少9.15米（10碼），除非他們已站在本方的球門線上不能再往後退。對方隊員通常會排出一道“人牆”在球和球門中間，以阻擋罰球手破門。有時踢球隊員為了爭取主動權而發動快速任意球，則無須等待對方球員退至9.15米（10碼）的距離。

## 戰術
大多數的球隊會有一名以上的任意球好手，他們專門負責把任意球轉化為入球，當比賽出現射程範圍內的任意球，便有機會取得入球。現今球壇有不少任意球高手，他們可以憑一腳精妙的任意球改變戰局，主宰比賽的勝負。
現役自由球專家一覽：
- P.祖連奴

他主射的任意球技術非常全面，他在任何距離及任何角度主射的任意球均可帶來威脅，命中率極高，這位巴西中場在效力里昂8年共射入44個任意球。
- 碧咸

前英格蘭國家隊隊長，長傳與長射的角度都非常刁鑽，踢出的球會彎向球門兩邊死角，被稱為"香蕉射門"，亦被稱做"圓月彎刀"，至今已射入超過46個任意球，最著名一球是2002年世界盃對希臘的補時進球。
- 迪比亞路

前祖雲達斯隊長曾於2008-09意甲球季3個月內5次利用任意球直接破門，目前已有超過45球任意球進球，位列意甲史上任意球入球數第三名。
- 派路

意大利中場大師是史上最佳任意球專家之一，生涯中已射入超過42球任意球，於2006年世界盃外圍賽曾對蘇格蘭任意球梅開二度，位列意甲史上任意球入球數第二名。
- 朗拿甸奴

這位前世界最佳球員在職業生涯中已射入70球任意球，擅於射內彎球，偶爾會巧妙地使用其他方式，十分俱威脅性。他曾於2002年世界盃八強對陣英格蘭射入一球35碼的任意球，協助巴西隊淘汰英格蘭隊。
- 史奈達

荷蘭中場核心在效力阿積士時已是任意球高手，他曾在2010年意甲對錫耶納任意球梅開二度。
- 羅渣里奧

這位巴西的守門員是史上入球最多的守門員，目前攻入超過100球，絕大多數的進球來自任意球和點球。
- C朗拿度
- 美斯
- 伊巴謙莫域
- 杜奧巴
- 大衛·維拉
- 中村俊輔
- 李華度
- 桑蒂·卡索拉
- 阿利耶夫
- 列高巴
- 馬科斯·阿松桑
- 施巴斯坦·拿臣
- 本田圭佑
- 森馬奧·沙保沙
- 亨利
- 中村俊輔
- 德克兰·赖斯

欧冠淘汰赛史上第一位单场直接任意球梅开二度的球员，在2025年欧冠5-1屠杀皇马的比赛首回合中完成。
退役自由球專家一覽：
- 米赫洛域

意甲史上第一罰球手，在意甲共射入了27個任意球。1998年12月13日，米赫洛域代表拉素在意甲聯賽中出戰森多利亞時完成了任意球帽子戏法。
- 芝拉華特

巴拉圭知名守門員，職業生涯中一共射入67球。他在國際賽有8個入球。
- 雲賀當

球員生涯射入60個任意球。
- 罗伯托·卡洛斯

巴西知名左閘，因為其以砲彈式及難以捉摸的射球聞名。其中在97年在法國四國賽與法國進行賽事時射入一個非常經典的自由球入球，當時法國排的人牆和龍門均毫無反應。
- 薛高
- 朗奴·高文
- 馬勒當拿
- 柏天尼
- 柏金
- 羅拔圖·巴治奧
- 費高
- 罗伯托·里维利诺
- 列基美
- 施丹